# Pryteria semicostalis
Pryteria semicostalis är en fjärilsart som beskrevs av Rothschild 1909. Pryteria semicostalis ingår i släktet Pryteria och familjen björnspinnare. Inga underarter finns listade i Catalogue of Life.